# Adiantum deflectens
Adiantum deflectens är en kantbräkenväxtart som beskrevs av Carl Friedrich Philipp von Martius. Adiantum deflectens ingår i släktet Adiantum och familjen Pteridaceae. Inga underarter finns listade.